# OAV di Naruto
Dalla serie manga Naruto sono stati tratti sette OAV, tutti prodotti dalla Pierrot. I primi quattro sono stati diretti da Hayato Date, il quinto da Yūzō Satō e il settimo da Masaharu Watanabe. Il quarto OAV è narrato tramite immagini non animate e si basa su una delle ending dell'anime Naruto: Shippuden mentre il quinto fa uso della CGI. Tutti i titoli italiani sono traduzioni letterali degli originali tranne quello del secondo OAV, che è l'unico ad essere stato distribuito in Italia trasmesso in due puntate da 20 minuti circa l'8 e 10 aprile 2009, con titoli rispettivamente "L'acqua dell'eroe" e "Battaglia al Villaggio della Cascata". 
| Nº | Titolo italiano Giapponese 「Kanji」 - Rōmaji | Prima edizione   | Prima edizione    |
| Nº | Titolo italiano Giapponese 「Kanji」 - Rōmaji | Giapponese       | Italiano          |
| 1  | Trova il quadrifoglio cremisi 「紅き四つ葉のクローバーを探せ」 - Akaki yottsu ha no kurōbā o sagase | 21 dicembre 2002 | -                 |
| 1  | Konohamaru incarica Naruto di accompagnarlo alla ricerca del quadrifoglio cremisi, situato in un luogo pericoloso e proibito chiamato Akagahara, in quanto secondo una leggenda esso farebbe avverare un desiderio. Konohamaru si è infatti innamorato di una sua compagna d'accademia di nome Kaede che è obbligata a trasferirsi in un altro villaggio, e vorrebbe darle il quadrifoglio per impedirlo. Mentre si dirigono verso il luogo, i due incontrano Sasuke e Sakura, i quali poi informano Kakashi del piano. Dopo che Naruto ha attivato quasi tutte le trappole del luogo, Konohamaru trova il quadrifoglio sotto una statua, ma Naruto la rovescia e i due vengono attaccati da alcune marionette. Ad aiutarli arriva il resto del Team 7, finché Konohamaru non ricolloca la statua nella sua posizione originaria disattivando le marionette. Konohamaru dà il quadrifoglio a Kaede senza risultato, ma la ragazza decide di tenerlo come suo ricordo e lo ringrazia con un bacio sulla guancia prima di partire. |                  |                   |
| 2  | L'acqua dell'eroe / Battaglia al Villaggio della Cascata 「滝隠れの死闘 オレが英雄だってばよ！」 - Takigakure no shitō ore ga eiyū dattebayo! | 20 dicembre 2003 | 8-10 aprile 2009  |
| 2  | Il Team 7 è incaricato di scortare fino a casa sua il codardo ninja Shibuki, capo del Villaggio della Cascata. Alle porte del villaggio, Kakashi viene richiamato a Konoha e lascia sul posto Naruto, Sakura e Sasuke. Il villaggio viene però attaccato da Suien, un ninja traditore della Cascata ed ex insegnante di Shibuki, che ha reclutato dei ninja dal Villaggio della Pioggia per trovare una certa "acqua dell'eroe" che permette a chi la beve di aumentare di dieci volte il proprio chakra per un breve periodo. Dopo aver catturato Sakura, Sasuke e gli abitanti del villaggio, Suien intima a Shibuki di consegnargli l'acqua dell'eroe. Shibuki si rifiuta di farlo ma non è nemmeno in grado di berla per combattere, in quanto anni prima suo padre era morto a causa dei suoi effetti collaterali. Naruto si lancia quindi al salvataggio di una bambina, ma rimane ferito. Shibuki infine si decide a bere l'acqua dell'eroe e sconfigge i ninja della Pioggia, ma viene battuto da Suien che beve a sua volta il liquido. Mentre Naruto attacca Suien, Shibuki libera Sasuke e i due ninja della Foglia riescono a uccidere il nemico salvando il villaggio. Kakashi ritorna e porta a casa i suoi allievi, mentre Shibuki diventa un leader migliore per il suo villaggio. |                  |                   |
| 3  | Finalmente uno scontro! Jonin VS genin!! Il torneo della grande lotta indiscriminata!! 「ついに激突!上忍VS下忍!!無差別大乱戦大会開催!!」 - Tsuini gekitotsu! Jōnin tai Genin!! Musabetsu dairansen taikai kaisai!! | 22 dicembre 2005 | -                 |
| 3  | I ninja della Foglia e della Sabbia partecipano a un torneo organizzato da Tsunade in cui si dovranno scontrare tra loro con lo scopo di collezionare cristalli per ottenere punti. I cristalli si ottengono sconfiggendo gli avversari, maggiore è il grado dell'avversario e maggiore è il valore del cristallo guadagnato. Dopo che Gaara, Kakashi e Gai vincono le rispettive battaglie, Naruto rivela allo spettatore l'ubicazione di alcuni cristalli nascosti invitandolo a continuare la storia nella modalità Torneo Supremo di Naruto: Ultimate Ninja 3. |                  |                   |
| 4  | Uragano! La leggenda dell'istituto Konoha! 「疾風！“木ノ葉学園”伝」 - Shippū! "Konoha Gakuen" Den! | 6 febbraio 2008  | -                 |
| 4  | I protagonisti diventano dei liceali e vengono mossi in una storia ispirata alle vicende dell'anime ma trasportata nel mondo reale. L'OAV è narrato da Sakura, Hinata e Ino, mentre Naruto e Sasuke leggono spesso le rispettive battute. |                  |                   |
| 5  | The Cross Roads 「ザ・クロスローズ」 - Za Kurosurōzu | 19 dicembre 2009 | -                 |
| 5  | Dopo lo scontro con Zabuza, il Team 7 riceve la missione di trovare Genmai, un uomo scomparso dal villaggio Inaho. Mentre è in ricognizione, Kakashi trova Genmai ma rimane bloccato in una tecnica-trappola. Naruto, Sakura e Sasuke subiscono un'imboscata da parte di un gruppo di ninja traditori e il loro leader, Kajika, che hanno avuto ordine da Orochimaru di testare la forza di Sasuke e le sue abilità. Il gruppo rapisce Sakura, così Naruto e Sasuke collaborano per salvarla. Alla fine, tutto ciò si rivela essere un flashback di Sasuke, che viene mostrato accanto a Tobi sostenendo che ricordava qualcosa di frivolo. |                  |                   |
| 6  | Naruto x UT 「NARUTO x UT」 | 1º gennaio 2011  | -                 |
| 6  | Sakura piange tenendo tra le braccia un apparentemente morto Naruto, che ha dei profondi tagli nel petto, con Kakashi accanto a lei. Viene mostrato un riepilogo dei combattimenti di Naruto e Sasuke, sulla canzone "Mayonaka no Orchestra". Entrambi si affrontano in battaglia ancora una volta, Naruto in modalità Eremitica usando le Lame di Chakra e Sasuke usando la sua spada Kusanagi. Finiscono con il Rasengan e il Mille Falchi. Dopo il flashback, Naruto si sveglia, confortando la piangente Sakura, che lo abbraccia con gioia. Nel frattempo, Kabuto e Tobi osservano le conseguenze della battaglia, e poi se ne vanno. Un ferito Sasuke sorride e mostra il suo Sharingan, che si trasforma nello Sharingan Ipnotico di Itachi e poi in quello di Sasuke, seguito dal grido di un bambino. |                  |                   |
| 7  | Battaglia al tegamino 「サニー・サイド・バトル!!!」 - Sanī saido batoru!!! | 6 ottobre 2013   | 16 settembre 2014 |
| 7  | Una mattina, presso la residenza degli Uchiha, Itachi (vestito con la sua divisa dell'Organizzazione Alba e un grembiule) si mette a cucinare un uovo all'occhio di bue per Sasuke ma è ossessionato dal volerlo fare assolutamente perfetto. Quando Sasuke si sveglia e scende le scale, trova il pavimento coperto di piatti con uova scartate da Itachi, il quale gli intima di non toccarle. Sasuke in seguito si accorge di alcune stranezze, come il fatto che Itachi esca a prendere un uovo da una gallina e ritorni vestito da Anbu. Infine Itachi (anche grazie allo Sharingan Ipnotico) riesce a cucinare un uovo perfetto, ma Sasuke gli dice di aver mangiato di meglio. Sasuke quindi si risveglia in un deserto con Naruto, che gli dice che Sakura li sta aspettando per andare in battaglia. Il deserto però si trasforma in una padella gigante e sopra di essa torreggia un gigantesco Itachi, che sorride a Sasuke. |                  |                   |